# Marija Banusic
Marija Banusic (på kroatiska Banušić), född 17 september 1995 i Uppsala, är en svensk fotbollsspelare (anfallare) som spelar för italienska Roma. Hon har tidigare bland annat spelat för Montpellier HSC, Chelsea Ladies, Eskilstuna United och Linköpings FC.
Banusic har spelat landslagsfotboll sedan 2010, först som del av U17- och därefter i U19- och U23-landslaget. 2014 gjorde hon sin första landskamp med A-landslaget.

## Klubbkarriär
Banusics moderklubb är IF VP Uppsala. Hon spelade mellan 2009 och 2010 för IK Fyris. Banusic gjorde 25 mål under 2011 för Gamla Upsala SK i Division 3.
Hon gjorde 16 mål på åtta matcher under 2012 för IK Sirius i Norrettan. Inför säsongen 2013 värvades hon av allsvenska Kristianstads DFF. Lagkamraten Josefine Öqvist kallade Banusic för en potentiell framtida världsspelare medan Kristianstads tränare Elísabet Gunnarsdóttir kallade henne "Sveriges största talang någonsin". Hon debuterade för Kristianstad i den allsvenska premiären mot Piteå IF den 14 april 2014 och gjorde under matchen även sitt första mål för klubben.
Banusic gav Kristianstad ledningen i finalen av Svenska cupen 2013/2014, men de förlorade slutligen med 2–1 mot Linköpings FC. Efter säsongen valde hon att lämna Kristianstad och återvända till Uppsala där hon skulle överväga förslag från både svenska samt utländska klubbar. I januari 2015 blev Banusic klar för engelska Chelsea Ladies. I december 2015 värvades Banusic av Eskilstuna United, där hon skrev på ett ettårskontrakt.
Den 1 december 2016 värvades Banusic av Linköpings FC, där hon skrev på ett tvåårskontrakt. 2018 flyttade Marija Banusic till Kina och spelade en säsong för Beijing BG Phoenix FC innan hon skrev på ett kontrakt med franska klubben HSC Montpellier.

## Landslagskarriär
I juni 2013 fick Banusic sin första uttagning i A-landslaget. Matchen spelades mot Brasilien den 19 juni och slutade 1–1, men Banusic fick dock inte göra sin debut. Hon debuterade för Sveriges landslag den 24 november 2014 i en 1–0-förlust mot Kanada, när hon i den 63:e minuten byttes in mot Lotta Schelin.

## Meriter
- Svensk mästare 2017